# Шноль, Эммануил Эльевич
Эммануил Эльевич Шноль (26 августа 1928 — 5 мая 2014) — советский и российский математик, профессор.

## Биография
Старший из пятерых детей в семье философа Эли Гершевича Шноля (1894—1938, репрессированного в 1933 году) и психолога, научного сотрудника Медико-генетического института имени А. М. Горького, впоследствии учительницы русского языка и литературы Фани Яковлевны Юдович (соавтора книги «Речь и развитие психических процессов у ребёнка», с А. Р. Лурией, 1956). Брат биофизика С. Э. Шноля и геохимика Я. Э. Юдовича (род. 1937).
Уже студентом участвовал в работе семинара И. М. Гельфанда, занимаясь теорией дифференциальных операторов. С 1949 года по 1953 год проходил службу в рядах Советской армии. В 1953—1956 годах работал преподавателем в школе, в 1955 году защитил кандидатскую диссертацию.
В 1956 году поступил на работу в Институт прикладной математики АН СССР (тогда — отделение прикладной математики МИАН). В 1974 году возглавил лабораторию вычислительной математики НИВЦ АН СССР (в настоящее время ИМПБ РАН) на общественных началах. С 1980 года — постоянный сотрудник ИМПБ РАН. С 1991 года работал главным научным сотрудником.
Основные научные интересы: математические задачи естествознания — классической и квантовой механики, астрофизики, биологии. Много занимался проблемами устойчивости, изучая как конкретные физические задачи, так и вопросы общей теории устойчивости. Изучал физические и химические явления с помощью компьютерного моделирования движения молекул («метод молекулярной динамики»), нелинейные волны в активных средах посредством численного решения соответствующих уравнений в частных производных.
В последние годы занимался теорией бифуркаций для обыкновенных дифференциальных уравнений (совместно с Е. В. Николаевым), а также для уравнений в частных производных. Так, в исследовании системы свёртывания крови, проведённом в сотрудничестве с А. Н. Заикиным, Ф. И. Атауллахановым и рядом других сотрудников, удалось доказать, что поведение этой системы тесно связано с феноменами бифуркационной памяти.
Шноль Э. Э. был учителем и воспитателем для нескольких поколений учёных — в том числе многих бывших и нынешних сотрудников ИМПБ РАН.

## Семья
- Брат — Симон Эльевич Шноль (1930—2021) — биофизик, историк советской науки.
  - Племянник — Алексей Симонович Кондрашов, генетик, эволюционист.
- Брат — Яков Эльевич Юдович (род. 1937) — геолог, геохимик.
- Первая жена — Инга Борисовна Соколова (1930—2010), филолог-русист, преподаватель, автор учебника русского языка для иностранцев.
  - Дочь — Елена Эммануиловна Соколова (род. 1956), филолог, преподаватель испанского языка.
- Вторая жена — Елена Андреевна Ермакова (1938—2022), биофизик.
  - Сын — Александр Эммануилович Шноль (род. 1963).
  - Сын — Дмитрий Эммануилович Шноль (род. 1966), педагог, поэт, автор учебных пособий по математике.
    - Внук — Яков Дмитриевич Шноль (род. 1999), преподаватель, историк церкви, фехтовальщик.
    - Внук — Василий Дмитриевич Шноль (род. 2007).